# دومیترو پاروولسکو
دومیترو پاروولسکو (انگلیسی: Dumitru Pârvulescu؛ ۱۴ ژوئن ۱۹۳۳ – ۹ آوریل ۲۰۰۷) کشتی‌گیر فرنگی اهل رومانی بود.
وی در مسابقات کشوری و بین‌المللی در مجموع برندهٔ ۱ مدال طلا، ۱ مدال نقره، ۱ مدال برنز شده‌است.